# Meat Puppets

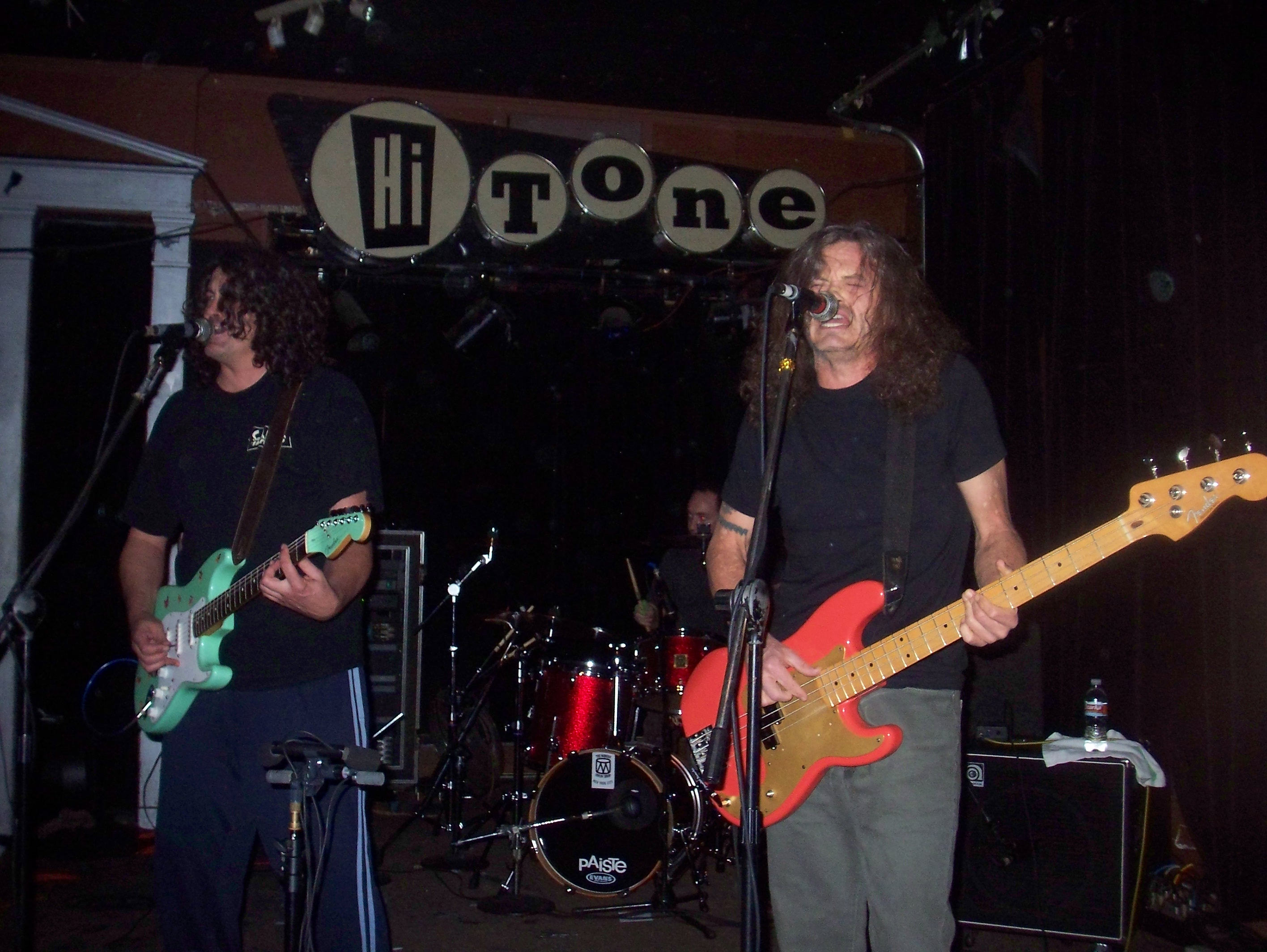
De Meat Puppets tijdens een optreden in Memphis, Tennessee in 2007

Meat Puppets is een Amerikaanse indierockband afkomstig uit Phoenix, Arizona, bestaande uit zanger-gitarist Curt Matthew Kirkwood (geboren 10 januari 1959 in Wichita Falls, Texas), diens broer Cris Renstrom Kirkwood (geboren 22 oktober 1960 in Amarillo, Texas) als bassist en tweede zanger en drummer Derrick Edwin Bostrom (geboren 23 juni 1960 in Phoenix, Arizona).
De Meat Puppets zijn vooral bekend geworden door in het voorplan te spelen van Nirvana. Op de MTV Unplugged-cd van Nirvana zijn drie nummers van de Meat Puppets te horen: "Plateau", "Oh me" en "Lake of fire". Hierop spelen Curt en Cris Kirkwood mee.
De muzikale stijl van de Meat Puppets was aanvankelijk hardcore punk, maar al vanaf hun vroege platen zijn invloeden van country duidelijk aanwezig.

## Discografie

### Albums
- Meat Puppets (1982)
- Meat Puppets II (1984)
- Up on the Sun (1985)
- Mirage (1987)
- Huevos (1987)
- Monsters (1989)
- No Strings Attached (1990)
- Forbidden Places (1991)
- Too High To Die (1994)
- No Joke! (1995)
- Live in Montana (1999)
- Golden Lies (2000)
- Meat Puppets Live (2002)
- Rise To Your Knees (2007)
- Sewn Together (2009)
- Lollipop (2011)
- Rat Farm (2013)
- Dusty Notes (2019)

### Ep's
- In a Car (1981)
- Out My Way (1986)
- Raw Meat (1994)
- You Love Me (1999)

### Singles
- 1985 – Swimming Ground
- 1987 – Mirage
- 1987 – I Can’t Be Counted On
- 1991 – Sam
- 1991 – Whirlpool
- 1991 – Aural Fixations
- 1994 – Backwater
- 1994 – We Don’t Exist
- 1994 – Tender Cuts
- 1994 – Meat Puppets Promo
- 1994 – Roof with a Hole
- 1994 – Lake of Fire
- 1994 – Cream of Cuts
- 1995 – Scum
- 1995 – Taste of the Sun
- 2000 – Golden Lies
- 2000 – Armed and Stupid

### Cd-boxen
- 1986 – The 7 Inch Wonders of the World
- 1999 – Meat Puppets 8

### Compilaties
- 1981 – Keats Rides a Harley
- 1981 – Amuck
- 1983 – The Blasting Concept
- 1983 – Bethel Cassette
- 1983 – Leather Chaps and Lace Petticoats
- 1986 – The Blasting Concept vol. 2
- 1990 – Duck and Cover
- 1990 – Edge of Rock
- 1994 – Radio Meat!
- 1995 – X Factor
- 1995 – Our Band Could Be Your Life
- 1996 – Small Circle of Friends
- 1996 – Big Ones of Alternative Rock vol. 1
- 1996 – Songs in the Key of X
- 1997 – Alternative Rock Cafe
- 1999 – Southern Edge vol. 1

### Soundtracks
- 1986 – Lovedolls Superstar
- 1994 – Fast Track To Nowhere
- 1994 – Love and a 45.
- 1994 – Chasers
- 1995 – White Man’s Burden
- 1995 – Alterno Daze 90’s Natural Selection
- 1996 – Barb Wire